# For Dummies
„For Dummies“ е заглавието на дълга поредица от наръчници, чиято цел е да представят различни теми от областта на информационните технологии, науката, изкуството, бизнеса и ежедневната практика по достъпен за начинаещите начин.
Подзаглавието на всяка от книгите в серията е „A Reference for the Rest of Us!“, което в различните издания на български език е предавано като:
- „Ръководство за всички нас!“,
- „Справочник за всички нас!“,
- „Прави всичко по-лесно!“,
- „Отличен справочник за всички останали!“.

Самото заглавие на поредицата не е превеждано на български. Основен издател на книгите от поредицата в България е ИК „АлексСофт“.
„For Dummies“ е пример за издателски франчайзинг. Кориците на книгите от поредицата се отличават със специфичен графичен дизайн, издържан в жълто и черно, с логото for DUMMIES изписано на ръка с печатни букви. Кориците са илюстрирани с комиксовият герой с триъгълна глава Dummies Man или фотография, свързана с темата на конкретния наръчник от серията. Стилът на текста се отличава с простота и достъпност на изказа, а особено важните фрагменти са откроени в карета. Отделните глави от всяка книга почти винаги се предшестват от комикс на илюстратора Рич Тенънт, тематично свързан със съдържанието на главата.
Поредицата „For Dummies“ започва да излиза през 1991 година с книгата „DOS for Dummies“ с автор Дан Гукин и издател IDG Books. Автор на концепцията е Майкъл „Мак“ Маккарти, на когото идеята хрумва при един разговор с неговия чичо, който имал нужда от книга за DOS, съдържаща „само най-необходимата информация“ нужна на „нас, глупчовците“. Книгата „DOS for Dummies“ дължи своята популярност на факта, че към момента на издаването ѝ на пазара липсват настолни книги за DOS, които да са подходящи за напълно начинаещи. Първоначално книгите от поредицата покриват само теми от областта на софтуера и технологиите, но впоследствие тематичният обхват значително се разширява. До 2001 година серията се издава от Hungry Minds (наследник на IDG Books), а оттогава – от John Wiley & Sons.